# آر.ایی.پی ۱
آر. ایی. پی ۱ (به انگلیسی: REP_1) یک هواگرد ملخ‌پیشین تک‌موتوره از نوع اثبات‌گر فناوری ساخت شرکت Robert Esnault-Pelterie است. هواگرد آر. ایی. پی ۱ نخستین پروازش را در ۱۹ اکتبر ۱۹۰۷ میلادی انجام داد. در مجموع، تعداد ۲ فروند از این هواگرد ساخته شده‌است.
طراح این هواگرد، Robert Esnault-Pelterie بود.